# Turochaksky (huyện)
Huyện Turochaksky (tiếng Nga: ? райо́н) là một huyện hành chính tự quản (raion), của Cộng hòa Altai, Nga. Huyện có diện tích 10937 km², dân số thời điểm ngày 1 tháng 1 năm 2000 là 13800 người. Trung tâm của huyện đóng ở Turochak.